# Trichospilus diatraeae
Trichospilus diatraeae är en stekelart som beskrevs av Cherian och Margabandhu 1942. Trichospilus diatraeae ingår i släktet Trichospilus och familjen finglanssteklar.
Artens utbredningsområde är:
- Bolivia.
- Mauritius.
- Papua Nya Guinea.
- Pakistan.
- Puerto Rico.
- Réunion.
- Sri Lanka.
- Taiwan.
- Barbados.

Inga underarter finns listade i Catalogue of Life.